# Kanton Dammartin-en-Goële
Kanton Dammartin-en-Goële is een voormalig kanton van het Franse departement Seine-et-Marne. Het kanton maakte deel uit van het arrondissement Meaux. 
 Het werd opgeheven bij decreet van 18 februari 2014 met uitwerking in maart 2015.

## Gemeenten
Het kanton Dammartin-en-Goële omvatte de volgende gemeenten:
- Cuisy
- Dammartin-en-Goële (hoofdplaats)
- Forfry
- Gesvres-le-Chapitre
- Juilly
- Longperrier
- Marchémoret
- Mauregard
- Le Mesnil-Amelot
- Montgé-en-Goële
- Monthyon
- Moussy-le-Neuf
- Moussy-le-Vieux
- Oissery
- Othis
- Le Plessis-l'Évêque
- Rouvres
- Saint-Mard
- Saint-Pathus
- Saint-Soupplets
- Thieux
- Villeneuve-sous-Dammartin
- Vinantes